# Conohypha terricola
Conohypha terricola är en svampart som först beskrevs av Edward Angus Burt, och fick sitt nu gällande namn av Jülich 1976. Conohypha terricola ingår i släktet Conohypha och familjen Meruliaceae.   Inga underarter finns listade i Catalogue of Life.